# اوسنی دیوپ
اوسنی دیوپ (انگلیسی: Ousseni Diop؛ زادهٔ ۲۰ دسامبر ۱۹۷۰) بازیکن فوتبال اهل بورکینافاسو بود.
وی همچنین در تیم ملی فوتبال بورکینافاسو بازی کرده است.